# 梦幻之星III 时之继承者
《梦幻之星III 时之继承者》是一款在Mega Drive发行的角色扮演游戏。游戏最先于1990年4月在日本发行，之后于1991年在欧洲和北美地区发行。
本游戏是梦幻之星系列的第三作。
《梦幻之星III》得到众多表扬。尤其是对于其划时代的剧情和角色。